# Fré Cohen

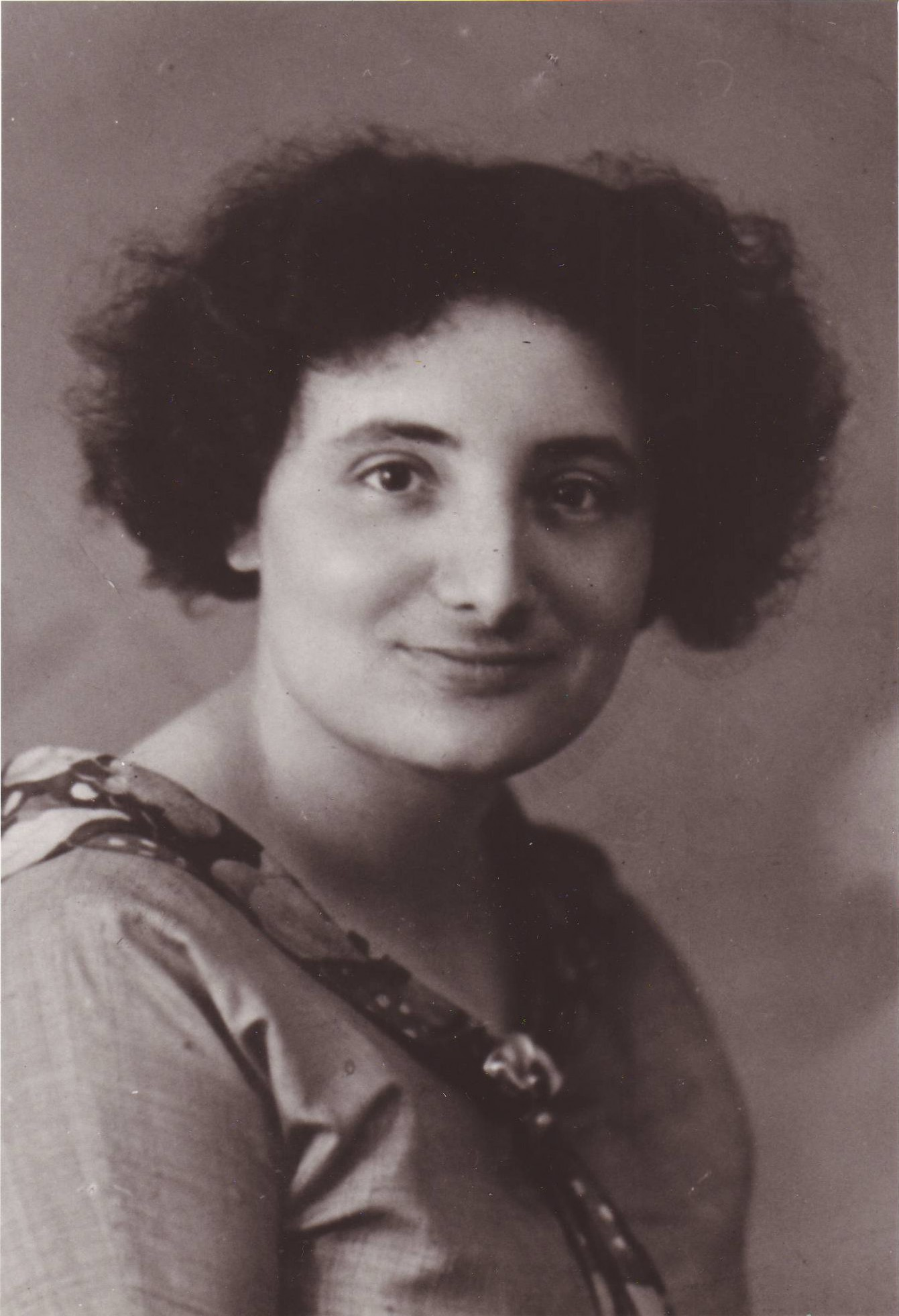
Fré Cohen, 1920er Jahre

Frederika Sophia Cohen (* 11. August 1903 in Amsterdam, Niederlande; † 14. Juni 1943 in Hengelo), genannt „Fré“, Künstlername „Freco“, Werksignatur „FC“, Pseudonym Connie Frederichs, war eine niederländische Grafikerin, Typographin, Zeichnerin, Malerin, Illustratorin, Lithographin und Holzschneiderin. Ihre Arbeiten beeinflussten in den 1930er Jahren das niederländische Graphikdesign.

## Familie

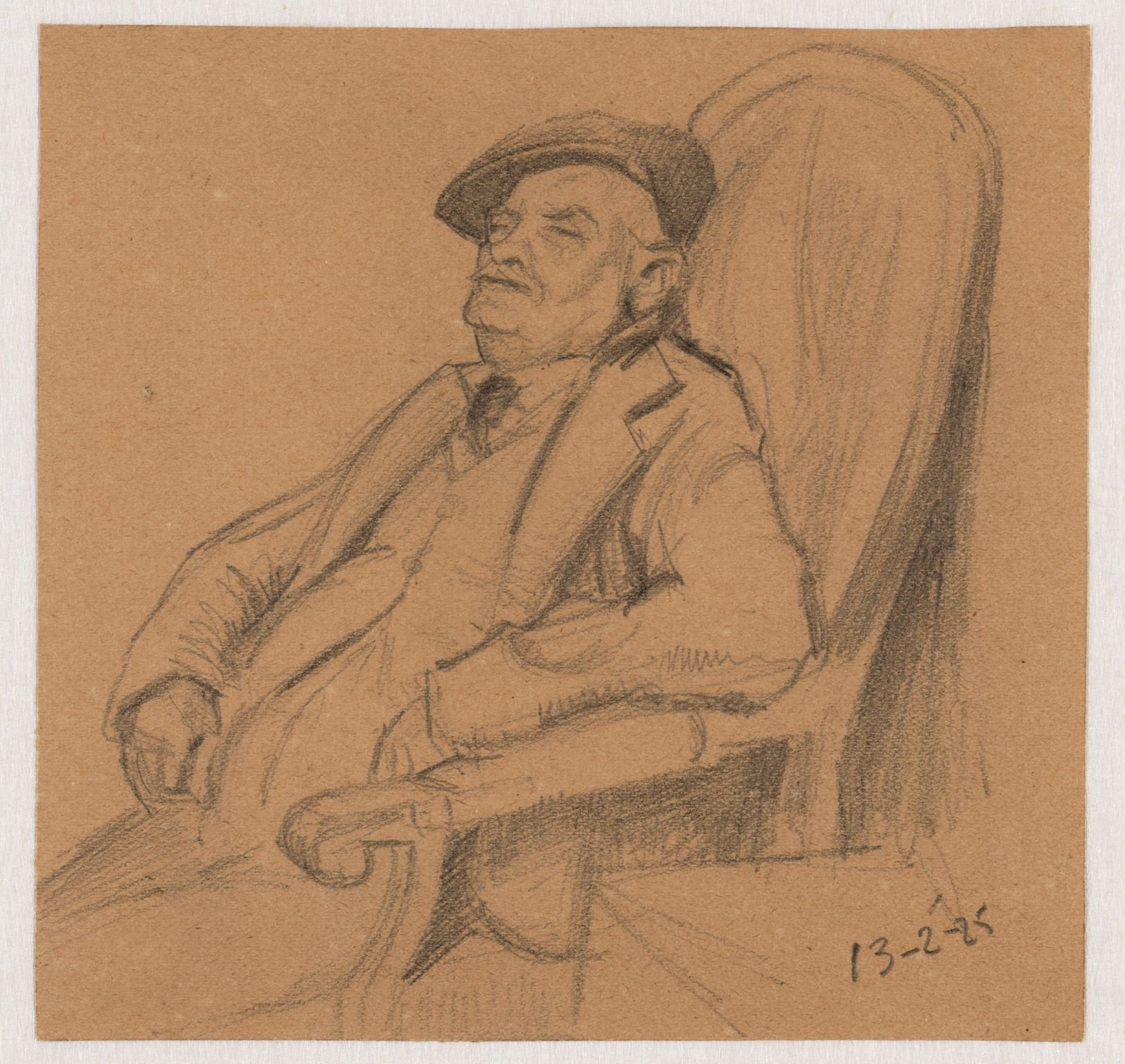
Fré Cohen: Porträtzeichnung Levie Cohen, 13. Februar 1925

Sie war das älteste Kind des sozialdemokratischen Diamantschleifers Levie Cohen (* 15. März 1874 in Gouda, † 17. September 1942 im KZ Auschwitz-Birkenau) und dessen Ehefrau Esther (* 2. Juni 1876 in Amsterdam; † 1. November 1942 in Amsterdam), geborene Sarlie. Fré Cohen hatte zwei jüngere Geschwister, Sophie (18. März 1906–1949) und Bernard Henri (21. Juli 1912 in Berchem, † 18. Februar 1945 im KZ Bergen-Belsen). Nach berufsbedingtem Wechsel nach Antwerpen kehrte die Familie nach dem Ausbruch des Ersten Weltkrieges 1914 nach Amsterdam zurück. Bereits im Kindesalter zeigte Fré Cohen Interesse am Zeichnen und äußerte den Wunsch, Karikaturistin zu werden. Als Jugendliche wurde sie Mitglied der sozialistischen Jugendorganisation Arbeiders Jeugd Centrale (AJC) der Sociaal-Democratische Arbeiderspartij (SDAP). Diese Mitgliedschaft und ihr dortiges Engagement hatte für die Entwicklung ihrer graphischen Entwürfe große Bedeutung. Für ein Graphikstudium hatte die Familie kein Geld, so dass Fré Cohen mit Erreichen ihres 16. Lebensjahres von der Schule abging und zunächst in einem kaufmännischen Büro arbeitete. Daneben belegte sie abends an der Amsterdamse Grafische School Zeichenkurse, wo sie u. a. von dem Maler Wim Schuhmacher (1894–1986) im Modellzeichnen unterrichtet wurde. Bei Lion Contran (1898–1958, eigentl. Lion Vleeschdrager) nahm sie Klavierunterricht und zeichnete diesen am Flügel.

## Wirken
1921 arbeitete sie in der Hollandsche Draad & Kabel Fabriek in Amsterdam, für die sie Werbeanzeigen gestaltete. Als Autodidaktin orientierte sie sich zu dieser Zeit am Stil des Art déco und an der niederländischen Künstlervereinigung De Stijl. Ab 1923 wurde sie in der Verwaltung des sozialistischen Verlages N.V. Boekhandel en Uitgevers Maatschappij Ontwikkeling (= AG Buchhandels- und Herausgeber-Gesellschaft Entwicklung; später umbenannt zu De Arbeiderspers) beschäftigt, der mit der niederländischen Sociaal-Democratische Arbeiderspartij verbunden war. Dort führte sie neben ihrer regulären Büroarbeit graphische Entwürfe, darunter auch typographische, aus. Dabei freundete sie sich mit Maria Wilhelmina Vos (1897–1994) an, die beim AJC-Vorsitzenden Jacobus Jan „Koos“ Vorrink (1891–1955) im Sekretariat der Arbeiders Jeugd Centrale an Amsterdams Reguliersgracht beschäftigt war. Gedichte von deren Schwester Griet Vos (1891–1985), die als Margot Vos publizierte, inspirierten Fré Cohen zu Illustrationen. Für den größten Teil der zahlreichen Printprodukte, die von der Jugendorganisation Arbeiders Jeugd Centrale der SDAP herausgegeben wurden, war Fré Cohen als Designerin verantwortlich. Ihre Illustrationen finden sich beispielsweise in der von 1905 bis 1940 publizierten Frauenzeitung De Proletarische Vrouw (= Die proletarische Frau). Dadurch bekam sie Kontakt zur Druckerei Vooruitgang (= Fortschritt) der sozialdemokratischen Arbeiterpartei. Etwa zu dieser Zeit freundete sie sich mit Alice Emilie van Nahuijs (1894–1967, auch: Nahuys) an, die später für den Querido Verlag arbeitete. Als Designerin war sie mit den grundlegenden technischen Verfahren wie dem Satz vertraut, wurde jedoch als Frau von den diese Berufsgruppe dominierenden männlichen Kollegen zunächst skeptisch und distanziert betrachtet.
Ab 1924 belegte sie neben ihrem beruflichen Engagement Graphikkurse am neu eingerichteten Instituut voor Kunstnijverheid Quellinus. Dort war sie zu dieser Zeit die einzige Frau, die Typographie belegte. Dank eines Stipendiums war es ihr dann ab 1927 möglich, in vollem Umfang Graphik zu studieren und schloss 1929 am Institut für angewandte Graphik als Diplom-Graphikerin ab. Als Erste dieser Bildungseinrichtung wurde ihr die Verdienstmedaille für außergewöhnliche Leistungen verliehen. 1930 schloss sie einen Kurs Modellzeichnen erfolgreich ab.

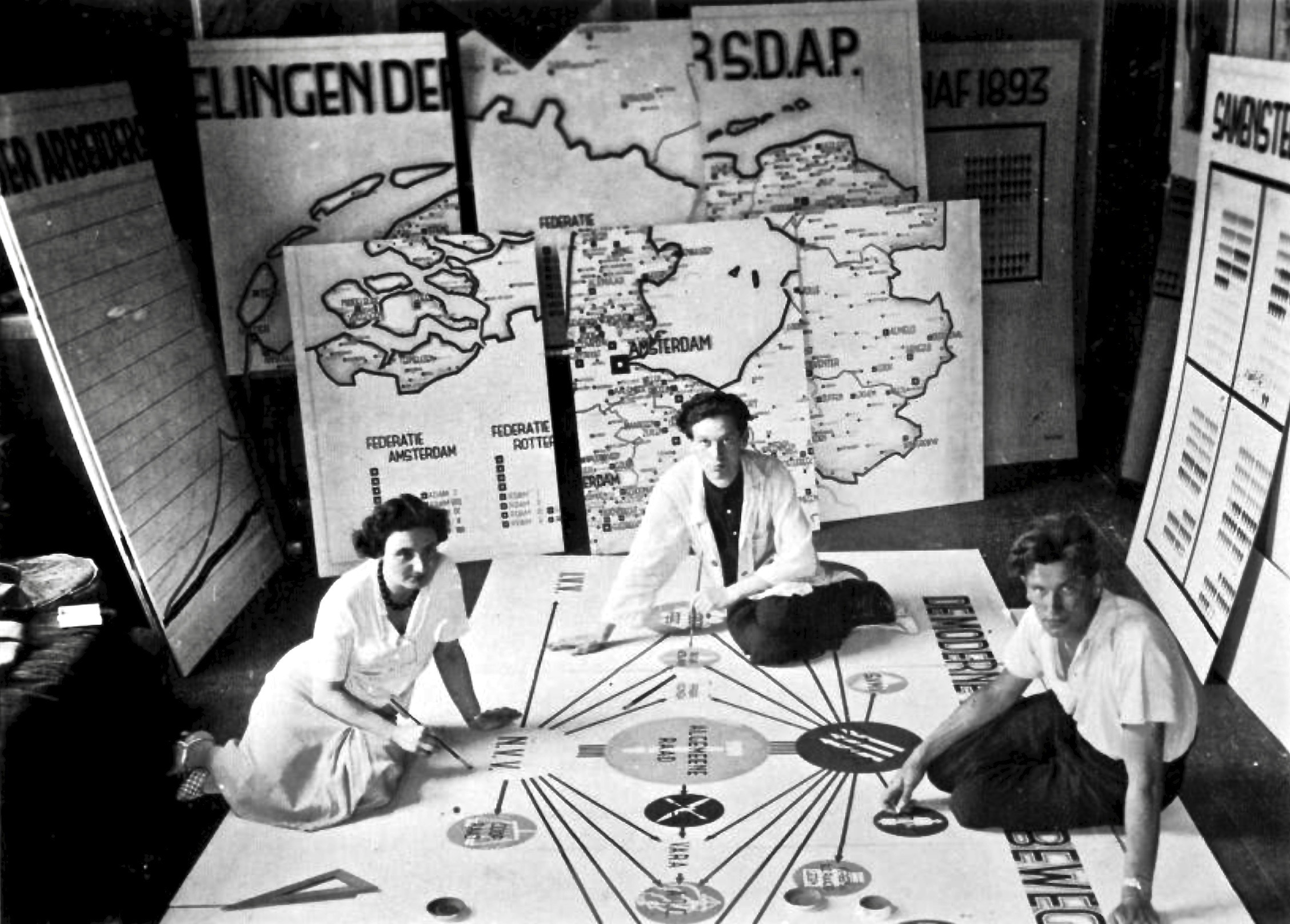
Fré Cohen (links) mit Kollegen im Atelier, um 1930

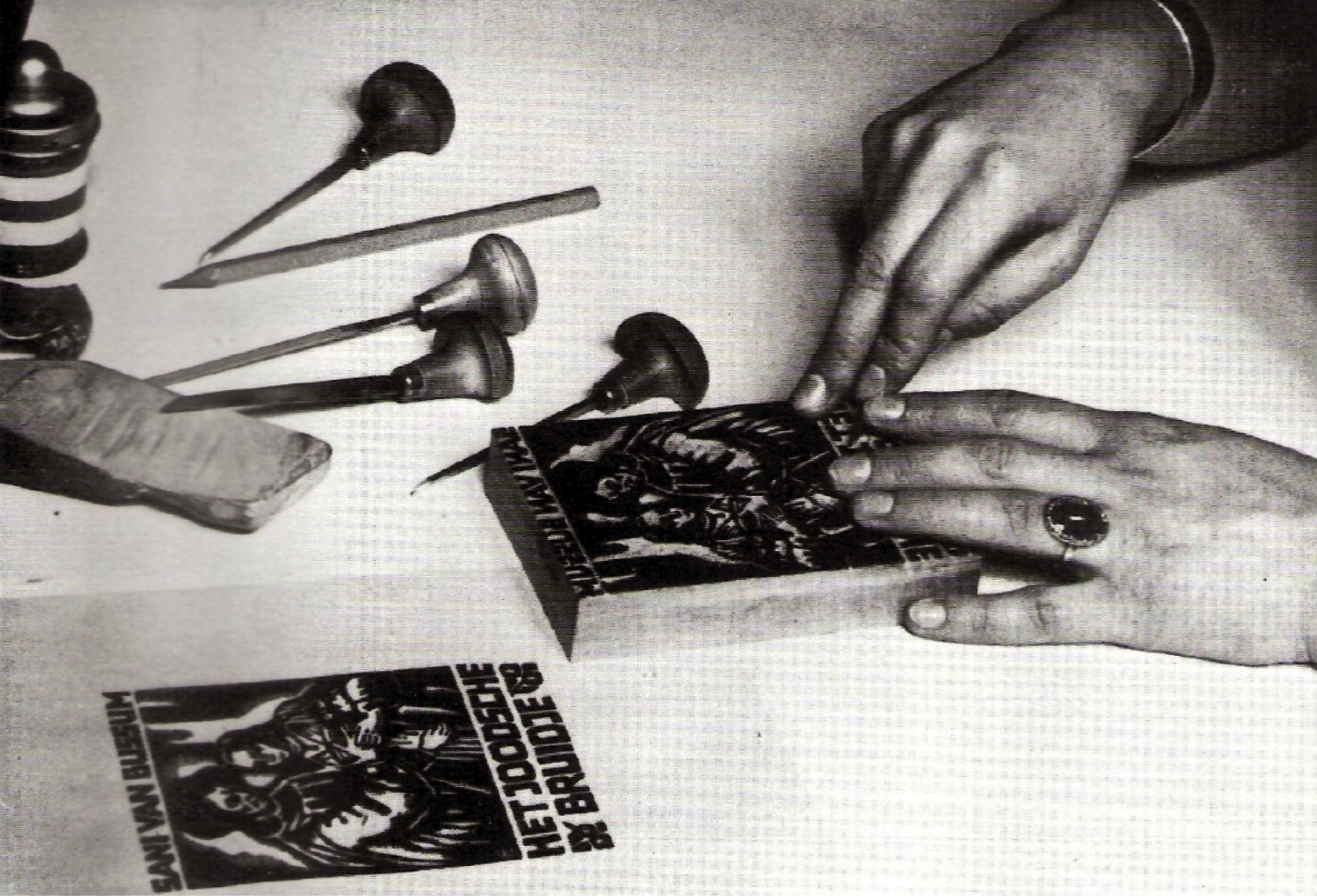
Fré Cohen an dem Holzschnitt für den Buchtitel Het Joodsche Bruidje (nach dem Gemälde Rembrandts) von Sani van Bussum, 1933

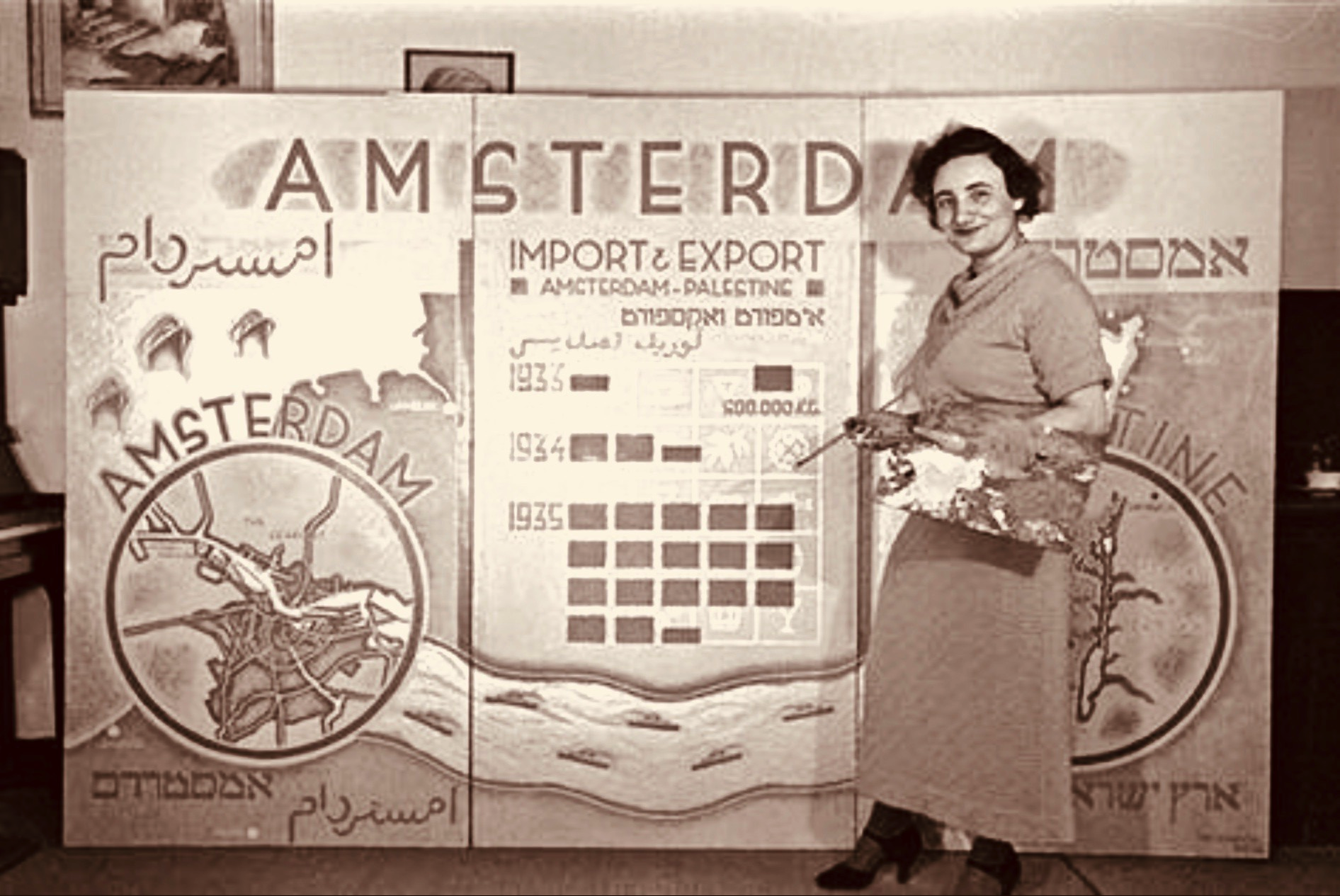
Fré Cohen mit Palette vor einem ihrer graphischen Projekte für ein in Amsterdam ansässiges Import-Export-Unternehmen, das mit Waren aus bzw. nach Palästina handelte, 1936

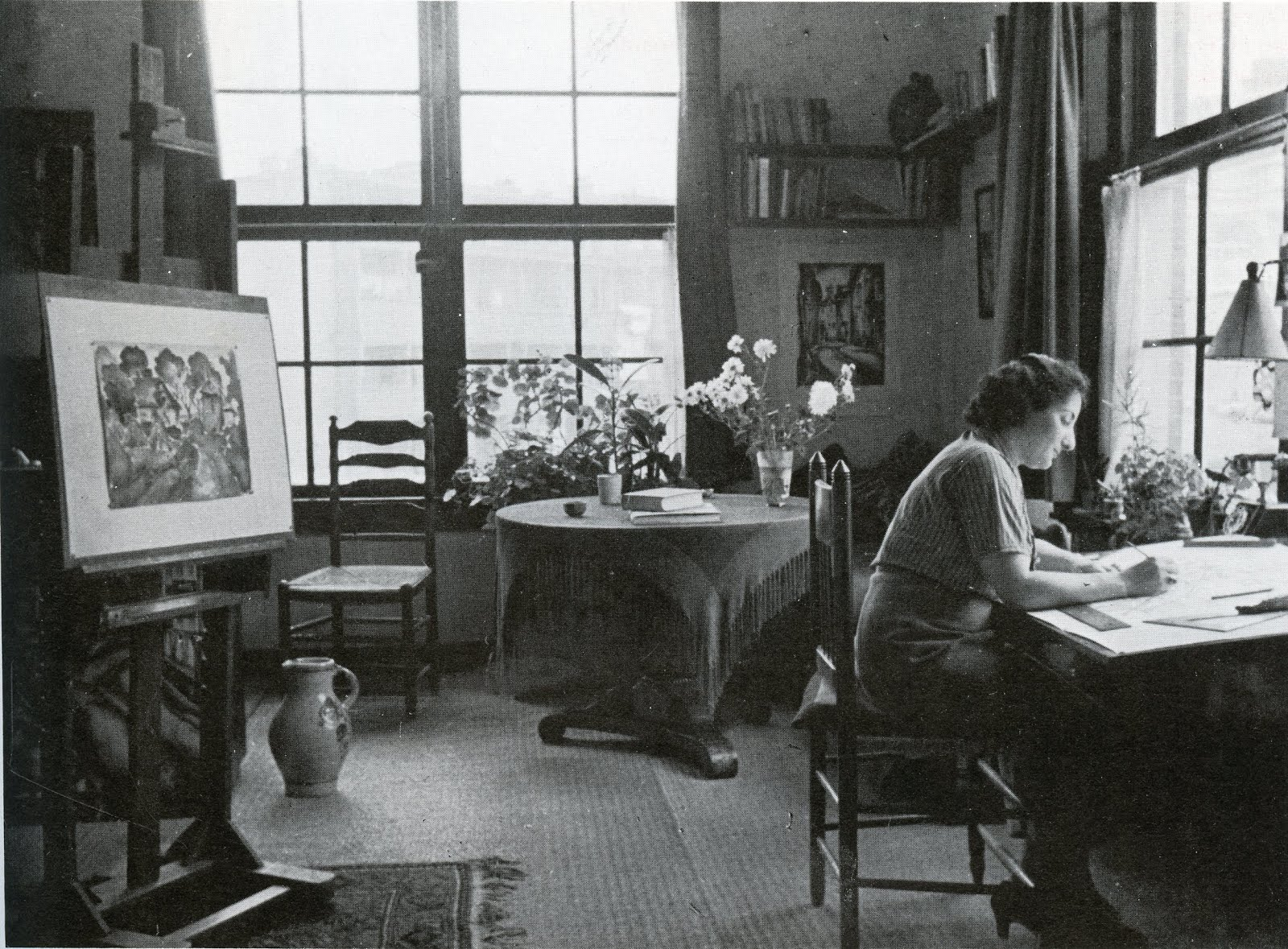
Fré Cohen in ihrem Atelier in Amsterdam, 1937

Von 1929 bis 1932 war sie während der Weltwirtschaftskrise bei der Stadsdrukkerij van Amsterdam, der städtischen Zentraldruckerei, in Teilzeit beschäftigt. Aufgrund von Sparmaßnahmen entlassen, arbeitete sie von 1932 bis 1941 für dieses Unternehmen weiter als freie Mitarbeiterin und gestaltete für insgesamt mehr als ein Jahrzehnt nahezu alle Drucksachen für die Ämter und Dienste der niederländischen Hauptstadt – für die Energieunternehmen, die Wohnungsbauunternehmen, die Stadtsparkasse Gemeentegiro, die Stadtreinigung, das städtische Theater Stadsschouwburg, den Hafen von Amsterdam und für den Flughafen Schiphol. Dabei gelang es ihr, für diese städtischen Unternehmen eine eigene graphische Identität zu kreieren (Corporate Design, Corporate Identity). Aufgrund ihres hohen Arbeitstempos erhielt sie während dieser Zeit den Spitznamen „Saartje Wip“.
Daneben fand sie die Zeit, für Maarten Borsje (1880–1963), den Vorsitzenden der Nederlandsche Arbeidersreisvereeniging (= Niederländische Arbeiterreisevereinigung), Illustrationen für dessen Gids voor natuurvrienden (= Leitfaden für Naturfreunde) anzufertigen. 1934 arbeitete sie in Ascona im schweizerischen Kanton Tessin. 1935 begrüßte sie den New Yorker Theaterdirektor Maurice Schwartz, der anlässlich eines Gastspiels des von Israel Joschua Singer verfassten Bühnenstücks Yoshe Kalb mit seinem Yiddish Art Theatre von Paris nach Amsterdam gekommen war.
Nebenbei illustrierte sie zudem Buchausgaben, so für den Verlag De Arbeiderspers, den Querido Verlag des Emanuel Querido und für De Wereldbibliotheek sowie für Gewerkschaften, das Instituut voor Arbeidersontwikkeling (IvAO), Unternehmen und jüdische Institutionen und Publikationen wie Het Joodsche Weekblad (= Das jüdische Wochenblatt, Ausgabe des Joodsche Raad voor Amsterdam), Ha’Ischa (Organ des Jüdischen Frauenrates in den Niederlanden), De Vrijdagavond (Jüdisches Wochenblatt) und Het Nieuw Israëlitisch Weekblad.
Sie gestaltete beispielsweise Bücher der aus dem Deutschen Reich geflüchteten Autoren Lion Feuchtwanger, Leonhard Frank und Joseph Roth. Meijer Bleekrode studierte bei Fré Cohen Techniken des Graphikdesign.
Fré Cohen lieferte Entwürfe für Drucksachen aller Art, Gemälde, Porträts, Zeichnungen, Holz- und Linolschnitte. Ihre graphische Arbeit lässt sich in ihrer frühen, teils autodidaktisch geprägten Schaffensphase als dekorativ mit romantischen Aspekten charakterisieren, beeinflusst vom Jugendstil und dem Kubismus. Im Gefolge der Neuen Sachlichkeit entwickelte sie später einen eigenen ausdrucksstarken Stil, der auch im Ausland auffiel und ihr ab 1934 eine Reihe von Einladungen zu Vorträgen nach England bescherte.
Eine der von ihr entworfenen Schriften, die „Freco“, ist noch heute erhältlich. Einige Beispiele ihrer graphischen und typographischen Arbeiten können online abgerufen werden.
Nach dem 1940 von der deutschen Wehrmacht ausgeführten Überfall auf die Niederlande versteckte sich Fré Cohen nacheinander in Amsterdam, Diemen, Rotterdam, Winterswijk und Borne, teils gegenüber einer Schule, in der Wehrmachtssoldaten einquartiert worden waren, arbeitete währenddessen jedoch weiter. Von Anfang Dezember 1941 bis Anfang September 1942 lehrte sie zusammen mit Jo Spier (1900–1978, Zeichner des UFA-Schauspielers Kurt Gerron im KZ Theresienstadt für den Film Theresienstadt. Ein Dokumentarfilm aus dem jüdischen Siedlungsgebiet) und Engelin Reitsma-Valença (1889–1981) Grafik und Werbetechniken an der Middelbare Joodsche kunstnijverheidsschool „W. A. van Leer“, einer Stiftung, die unter Aufsicht des Joodsche Raad voor Amsterdam (= Judenrat für Amsterdam) stand.
Am 12. Juni 1943 wurde sie – wohl aufgrund einer Denunziation – von der SS in Borne festgenommen. Als Jüdin sah sie sich daraufhin in auswegloser Lage und beging mithilfe von Tabletten, die sie während dieser Phase stets mitgeführt hatte, Suizid. Nach zwei Tagen im Koma starb sie im Alter von 39 Jahren im Krankenhaus Gerardus Majellaziekenhuis in Hengelo. Sie wurde auf dem dortigen jüdischen Friedhof im Dennenbosweg beigesetzt. Nach Kriegsende ließ dort ihre jüngere Schwester Sophie einen schlichten Grabstein errichten, der auch der in Konzentrationslagern ermordeten Familienangehörigen, ihres Vaters und ihres Bruders, gedenkt.

## Ausstellungen
- 1977 – Fré Cohen-Ausstellung, Amstelpark, Amsterdam, September 1977
- 1985 – Fré Cohen. Amsterdam 11-8-1903 – Hengelo 14-6-1943. Tekeningen, aquarellen, lithos, typografische vormgeving, exlibris, affiches. Ausstellung in der Oudheidkamer der Stiftung Oald Hengel in Hengelo, 29. April bis 1. Juni 1985
- 1987 – Voorwaarts! Elie Smalhout, Meijer Bleekrode, Fré Cohen, 3 joodse kunstenaars en de socialistische beweging 1918–1940, Joods Historisch Museum, Amsterdam 1987

## Fernsehen
- Hans van Zwol: Fré Cohen, Dokumentarfilm, 1979, 31 Min., VARA-TV, Erstausstrahlung 4. Mai 1980.